# Woodburn, Kentucky
Woodburn är en ort i Warren County i Kentucky. Vid 2010 års folkräkning hade Woodburn 355 invånare.

## Kända personer från Woodburn
- Harry Gray, kemist